# Image macro

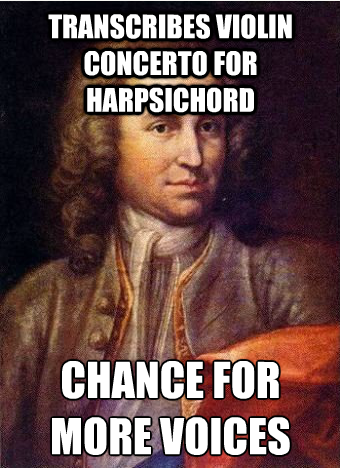
Esempio di image macro con Johann Sebastian Bach

L'image macro è un meme di Internet consistente in un'immagine sulla quale è presente una didascalia, spesso umoristica e a grandi caratteri impact.

## Etimologia e storia
La parola "macro", dalla quale discende "image macro", venne ideata su Something Awful e faceva riferimento a un testo che, una volta digitato, veniva analizzato dal software del forum ed esteso automaticamente nel codice un'immagine predefinita. Le image macro sono tra i meme più diffusi e ne esistono diverse tipologie quali i Lolcat, gli O RLY?, gli Every time you masturbate... God kills a kitten, il Doge e il Grumpy Cat.